# 大阪民主医療機関連合会
大阪民主医療機関連合会（おおさかみんしゅいりょうきかんれんごうかい）は、全日本民主医療機関連合会(民医連)の地方組織であり、大阪府を活動地域とする。略称は大阪民医連。尚、大阪「府」民主医療機関連合会ではない。

## 概要
2020年6月現在、4病院、47医科系診療所、7歯科事業所、2老人保健施設、22訪問看護ステーション、33保険薬局、1看護専門学校などの医療・看護・介護の事業所が加盟している。
事務局は大阪府大阪市中央区南本町2-1-8創建本町ビル2階に置く。

## 加盟法人
(この節の出典)
- 公益財団法人淀川勤労者厚生協会 - 大阪市西淀川区野里
  - 西淀病院
- 社会医療法人同仁会 - 堺市堺区大仙西町
  - 耳原総合病院
  - 泉州看護専門学校
- 生活協同組合ヘルスコープおおさか - 大阪市鶴見区鶴見
  - コープおおさか病院
- 医療生協かわち野生活協同組合 - 東大阪市長瀬町
  - 東大阪生協病院
- なにわ保健生活協同組合 - 大阪市都島区高倉町
- よどがわ保健生活協同組合 - 大阪市東淀川区豊新
- 大阪みなみ医療福祉生活協同組合 - 堺市東区南野田
- 福島医療生活協同組合 - 大阪市福島区野田
- 大阪きづがわ医療福祉生活協同組合 - 大阪市浪速区塩草
- けいはん医療生活協同組合 - 門真市上島町
- ほくせつ医療生活協同組合 - 豊中市玉井町
- 南大阪医療生活協同組合 - 大阪市住之江区西加賀屋
- 社会福祉法人ひまわり会 - 堺市西区鳳南町
- 一般社団法人 泉州メディカ（薬局法人） - 堺市堺区高砂町
- 一般社団法人 大阪ファルマプラン（薬局法人） - 大阪市西淀川区野里
- 一般社団法人 大阪ファイン（薬局法人） - 東大阪市長瀬町
- 一般社団法人 ファーマメイトにじ・おおさか（薬局法人） - 大阪市鶴見区横堤
- 大阪医療事業協同組合（医薬品卸） - 大阪市中央区本町

## 関連人物
- 岩井弼次(医師) - 大阪民医連初代会長。